# Wellnhoferia
Wellnhoferia es un género extinto de un ave primitiva cercanamente relacionada con Archaeopteryx. Vivió en lo que ahora es Alemania, durante el Jurásico Superior. Aunque Wellnhoferia era similar a Archaeopteryx, tenía una cola más corta y su cuarto dedo del pie era más corto que el de Archaeopteryx. Andrzej Elżanowski (2001) del Instituto de Zoología de la Universidad de Breslavia, en Polonia, determinó que estas diferencias eran resultado de una "reducción filogenética más que de una variación individual."

Wellnhoferia (en naranja) y siete especímenes de Archaeopteryx comparados con un humano, a escala.

El espécimen tipo es el llamado Espécimen de Solnhofen de Archaeopteryx (BSP 1999). Descubierto en la década de 1960 cerca de Eichstätt, Alemania y descrito en 1988 por Wellnhofer (como un ejemplar de Archaeopteryx) está actualmente alojado en el Museo Bürgermeister-Müller en Solnhofen. Fue originalmente clasificado como un Compsognathus por un coleccionista aficionado.
Aunque Elżanowski halló diferencias significativas entre Wellnhoferia y Archaeopteryx, en un estudio posterior Mayr y colaboradores, (2007) encontraron que Wellnhoferia era un espécimen de Archaeopteryx lithographica. Senter y Robins (2003), sin embargo, apoyaron la denominación de un nuevo género hecha por Elżanowski.